# Slot machine

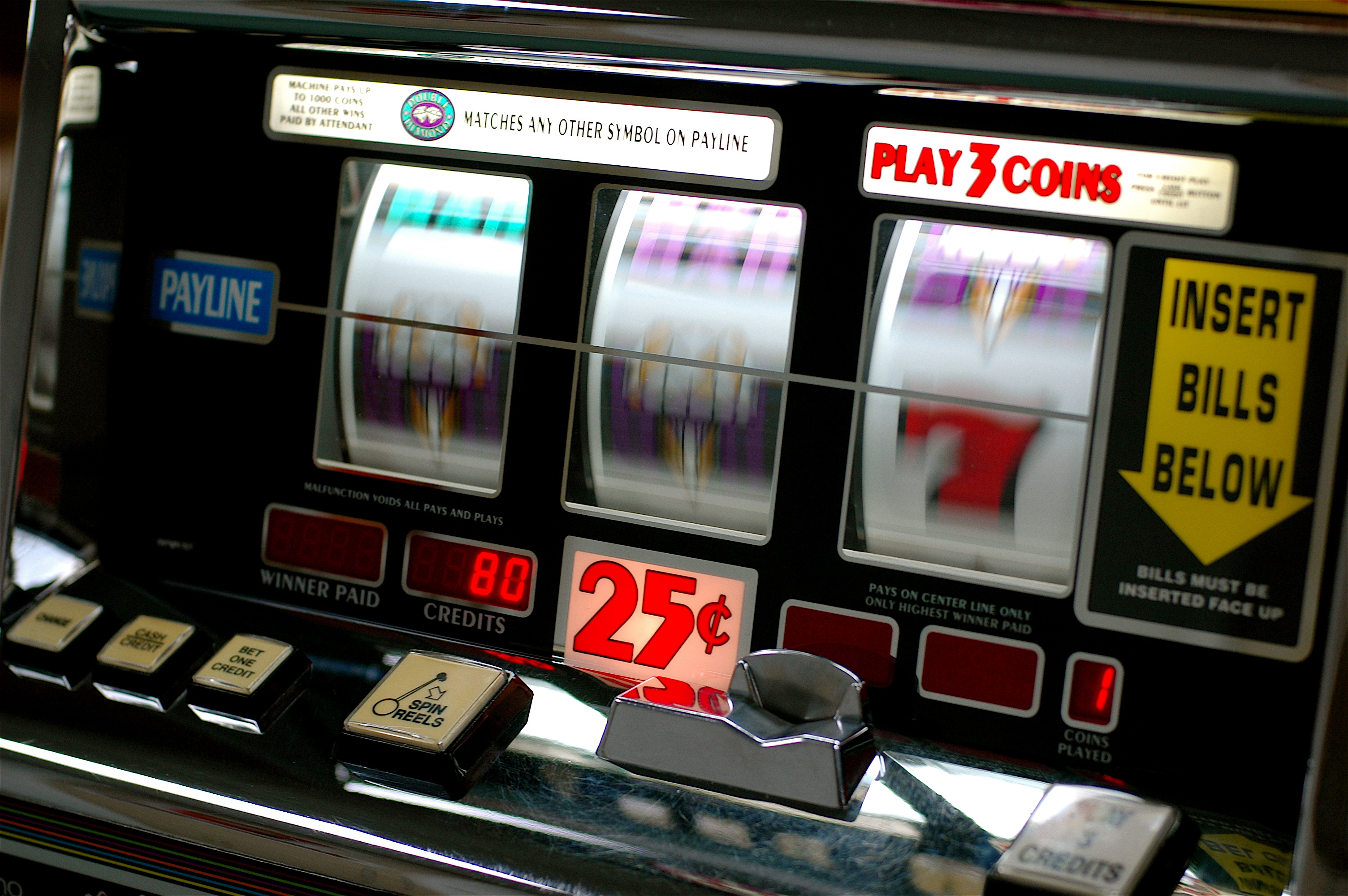

Un joc mecanic/electronic/video de tip „slot machine” (din engleza americană), denumit colocvial în română „păcănele” (română), sau simplu „sloturi” este un aparat de joc de noroc constând inițial din trei sau mai multe roți cu imagini care se rotesc  independent la apăsarea unui buton sau la acționarea unei manete laterale. Mașina oferă un câștig  jucătorului când pe panoul de afișare sau într-o zonă delimitată a ecranului video se aliniază anumite tipuri prestabilite  de configurații de imagini rezultate din „rotirea” independentă, cu viteză (pseudo)aleatoare a tamburilor și, respectiv, fixarea unora de către jucător, tip de acțiune transmis și  echivalentelor  nemecanice moderne exploatate public sau simulatoarelor pentru calculator instalate local sau  online.

## Fraude
Mașinile de tip păcănele pot fi modificate pentru a reduce câștigurile jucătorilor.
În octombrie 2015, autoritățile din România au destructurat o grupare din Sălaj și Maramureș care a făcut o avere impresionantă înșelându-i pe amatorii de păcănele și făcând și evaziune fiscală. Din rețea făceau parte peste 150 de patroni de localuri, care găzduiau păcănele măsluite, dar și persoane specializate în fraude economice și informatice.
În noiembrie 2016, Poliția Română a identificat o rețea de evazioniști care modificau aparatele pentru a fura banii.